# Soy una vieja
«Soy una Vieja» es la penúltima canción del segundo álbum de estudio de El Cuarteto de Nos, Soy una Arveja. La canción habla sobre la vejez.

## Contexto
La canción habla sobre la tormentosa vida de una mujer mayor de edad, en donde le suceden diversos problemas a diario.

## Personal
- Roberto Musso: Voz y segunda guitarra
- Ricardo Musso: Guitarra principal
- Santiago Tavella: Bajo
- Andrés Bedó: Teclados
- Álvaro Pintos: Batería